# Кожевников Олексій Венедиктович
Олексі́й Венеди́ктович Коже́вников (*6 (18) березня 1891, Хабази — †5 січня 1980) — російський радянський письменник. Здебільшого писав про соціалістичне будівництво. Входив до московського літературного об'єднання «Кузня».

## Життєпис
Олексій Кожевников народився дев'ятою дитиною в родині простого селянина. Закінчивши учительську семінарію в Казані (1913), працював учителем в селах Уржумського повіту. Потім був призваний до царської армії, де служив у званні рядового солдата. Після революції 1917 року перейшов на сторону до Червоної Армії. Воював на Східному фронті та під Астраханню. 
Демобілізувавшись Кожевников навчався у Вищому московському літературно-художньому інституті ім. В. Я. Брюсова. Працював вихователем у центральному приймальнику для безпритульних дітей в Москві (1921 — 1923). У 1924 році Олексій Кожевников видав свою першу книгу та оповідання. 
Кожевников довгий час жив на Уралі, Волзі, в Сибіру, Середній Азії, тому більшість його книжок написано саме про ці краї.
За роман «Жива вода» був нагороджений Сталінською премією 2-го ступеня (1951). 
У 1980 році Олексій Кожевников помер, так і не встигши опублікувати свою збірку оповідань для дітей під назвою «Книга билиць і небилиць про ведмедів і ведмедиць».

## Твори
- «Аероплан-Ланка» (1925)
- «Шпана: З життя безпритульних» (1925, 2-е доповнене видання — 1929)
- «Людина-пісня» (1927)
- «Віники» (1928)
- «Магістраль» (1934, перероблене видання: «Здрастуй, шлях!», 1936)
- «Брат океану» (1939)
- «Жива вода» (1950)
- «Добрі сходи» (1960)
- «Повітряний десант» (1972)
- «На великій льотній стежці» (1980)
- «Книга бувальщин і небилиць про ведмедів і ведмедиць» (1983)